# Attack from the Atlantic Rim 2 – Metal vs. Monster
Attack from the Atlantic Rim 2 – Metal vs. Monster (Originaltitel Atlantic Rim: Resurrection) ist ein US-amerikanischer Science-Fiction-Actionfilm aus dem Jahr 2018. Regie führte Jared Cohn, produziert wurde der Film von David Michael Latt für The Asylum. Es handelt sich um die Fortsetzung zu Atlantic Rim aus dem Jahr 2013.

## Handlung
Vier Jahre ist es her, dass Außerirdische, die aus den Tiefen des Atlantischen Ozeans aufgestiegen sind, die östliche Küste der Vereinigten Staaten angegriffen haben. Damals wurden die Invasoren dank der Hilfe riesiger Kampfroboter-Prototypen besiegt. Andrus führt Messungen im Atlantik durch, wobei er auf ein bekanntes Signal stößt. Sofort informiert er Dr. J. P. Roth, seinen langjährigen Partner und ehemaligen Leiter der Programmierung für das Armada-Projekt. Dieser hat die böse Vorahnung, dass ein erneuter Angriff auf die Erde bevorsteht.
Er wird zur Armada-Einrichtung gebracht, um die Programmierung der Kampfroboter wieder auf Kampfniveau zu heben. Mit den Trainingsprogrammen, die um seine Programmierung herum aufgebaut sind, kann Roth die Armadas auf die heutigen Standards anpassen. Allerdings stellt sich heraus, dass die Verzögerungszeit zwischen dem Gehirn und den Robotern zu lang ist. Wenig später überfallen die Hedomorphs die Stadt Los Angeles an der Westküste. Daher befiehlt General Worthington trotzdem in die Schlacht zu ziehen. Mit drei erfahrenen Simulatorpiloten an der Spitze treten sie gegen den größten Hedomorph an, den sie je gesehen haben. Nachdem sie ihren Anführer Hammer im Kampf verloren haben, können ‚Bugs‘ und Badger das Monster besiegen. Als der Koloss jedoch auf den Boden aufschlägt, platzen tausende kleinere, spinnenartig aussehende Hedomorphs aus ihm heraus und rennen durch die Stadt. Währenddessen versucht Lee mit seiner Frau und seiner Tochter dem Chaos zu entfliehen.
Roth erhält nun die undankbare Aufgabe, die Armada-Bots wieder zum Laufen zu bringen. Dr. Horowitz sucht derweil nach einem wissenschaftlichen Weg, um die neue Bedrohung auszurotten. Beim Versuch, eine Nachzüglerspinne am Boden ausfindig zu machen, um zu sehen, woraus diese Kreaturen bestehen und was sie zum Leben brauchen, kommt dabei ein Mitglied der Bodenmannschaft ums Leben. Dennoch gelingt es der Gruppe, die Probe zu sichern. Als Dr. Horowitz sieht, dass diese Kreaturen nicht von diesem Planeten sind, kann sie ein Aerosol entwickeln, das die Kreaturen auf einen Schlag töten sollte. Nun schlüpfen allerdings noch mehr Kreaturen aus den Eiern des verseuchten Ozeans. Für einen letzten Angriff der Roboter beschließt auch General Worthington, in den Kampf zu ziehen.

## Hintergrund
Der Film ist ein Mockbuster zu Pacific Rim: Uprising und erschien am 15. Februar 2018, gut einen Monat vor diesem, in den USA. In Deutschland startete der Film am 22. März 2018 in den Videoverleih. Gedreht wurde im Downtown Los Angeles, im Laurel Canyon und in den Höhlen des Bronson Canyon. Regisseur Jared Cohn ist in einer Nebenrolle als Soldat, Filmeditor Ana Florit in einer Nebenrolle als Sanitäterin zu sehen.

## Rezeption
„Neuaufguss eines billigen ‚Rip-Offs‘ der ‚Pacific Rim‘-Blockbuster durch das Trash-Studio The Asylum, das auch geringste Erwartungen enttäuscht. Im Vergleich zum Vorgänger hat zwar weder die Qualität der Darsteller noch der Effekte zugenommen, dafür wird mehr Zeit mit ermüdenden Dialogen vertan.“

„Voll lächerlich – aber nicht unterhaltsam.“

Weiterhin bezeichnet Cinema die Handlung als „hohl“ und die CGI-Effekte als „mies“. Die Filmrollen und dessen Darsteller werden als „so egal“ bezeichnet. Final wird sich gefragt, warum The Asylum den Film nicht gleich als Komödie vermarktet hat.
Auch Scott Edwards befindet in seiner Filmkritik bei Nerds that Geek, dass es sich um einen lustigen Film handelt. Edwards schreibt, dass die Charaktere „diesen Film wirklich vorangetrieben“ haben „und der Machtkampf zwischen Dr. Horowitz und Dr. Roth war nicht kleinlich genug, um sie davon abzuhalten, zusammenzuarbeiten, um die Welt zu retten“. Die Piloten waren seiner Ansicht nach „eine lustige Ergänzung der Geschichte“ obwohl ihr Auftreten eher „kurzlebig“ war. Dread Central bemängelt im Vergleich zum Vorgänger die deutlich weniger enthaltenen Actionszenen und die Dauer, ab die der erste Kampf zwischen Roboter und Monster stattfindet.
Im Audience Score, der Zuschauerwertung auf Rotten Tomatoes konnte der Film bei weniger als 50 Stimmen eine Wertung von 27 % erreichen. In der Internet Movie Database hat der Film bei über 900 Stimmenabgaben eine Wertung von 1,9 von 10,0 möglichen Sternen.